# 管庆良
管庆良（1979年11月—），苗族，贵州省威宁县人，中华人民共和国政治人物。

## 生平
1979年11月，官庆良出生在贵州省威宁县。1998年1官庆良考入贵州大学经济学院经济学专业学习，2002年毕业。
大学毕业后，官庆良被分配至毕节地区企业调查队工作。2007年6月，官庆良调入毕节地区行署办公室，次年9月成为副科长。2010年5月，官庆良转任毕节地区统计局副局长。
2011年9月，官庆良调任大方县人民政府党组成员、副县长，2013年3月转任中共大方县委常委、统战部长，2014年1月兼任组织部长。
2016年2月，官庆良调任中共黔西市（今黔西市）委常委、县政府党组副书记、常务副县长。
2018年12月，官庆良调任中共修文县委副书记、贵州修文经济开发区党工委副书记、管委会主任、修文县工业园区建设开发办公室主任，2019年1月成为县长。2021年5月，官庆良升任中共修文县委书记，同年6月兼任修文县人民武装部党委委员、第一书记。

### 落马
2024年5月30日，管庆良涉嫌严重违纪违法接受贵州省纪委监委纪律审查和监察调查。